# Liste von Sammlungen chinesischer Keramik
Dies ist eine Liste von Sammlungen chinesischer Keramik (Collections of Chinese Ceramics). Ihr Schwerpunkt liegt auf außerchinesischen Sammlungen. Die größten chinesischen Sammlungen stellen die des Palastmuseums – das heißt die Sammlungen in Peking sowie Taipeh – dar sowie die der Provinzmuseen usw.
Die Sammlung der Barlow Collection ist bereits über einen Online-Katalog einsehbar. Sie wurde 2011 an das Ashmolean Museum of Art and Archaeology der University of Oxford abgegeben.

## Übersicht
- Ashmolean Museum
- Ataka Collection, Ataka Eiichi im Museum of Oriental Ceramics, Osaka[2]
- Barlow Collection[3]
- Benaki-Museum,[4] Athen
- British Museum[5]
- Brodie Lodge Collection
- Butler Collection
- Carl Kempe Collection
- Dresdner Zwinger[6]
- Eumorfopoulos Collection im British Museum
- Flagstaff House Museum of Tea Ware[7] (Teil des Hong Kong Museum of Art)
- Franks Collection (im British Museum)
- Freer Gallery of Art,[8] Smithsonian Institution
- Grandidier Collection im Musée national des Arts asiatiques-Guimet[9]
- Hodroff Collection
- Musée National de la Porcelaine A. Dubouché
- Idemitsu Museum of Arts, Japan
- Kopenhagen, National Museet Copenhague[10]
- K.S. Lo Collection[11]
- Linden-Museum[12] Stuttgart
- Meiyintang Collection
- Metropolitan Museum of Art
- Residenzmuseum München[13]
- Musées royaux d’art et d’histoire,[14] Brüssel
- Orientalisches Keramikmuseum Osaka[15]
- Östasiatiska Museet (Museum of Far Eastern Antiquities), Stockholm
- Musée Guimet,[16] Paris
- Museum Angewandte Kunst, Frankfurt am Main[17]
- Museum für Asiatische Kunst[18], Staatliche Museen zu Berlin
- Museum für Kunst und Gewerbe Hamburg
- Museum für Ostasiatische Kunst[19] in Köln
- Nantes, Musée Thomas Dobrée
- Nantoyōsō Collection, Japan
- National Museum of Vietnamese History
- Nelson-Atkins Museum of Art, Kansas City
- Njoo Collection
- Palastmuseum Peking
- Palastmuseum Taipeh
- Pavillon Chinois, Brüssel (Außenstelle der MRAH[20] in Brüssel-Laaken)
- Philadelphia Museum of Art
- Saint Louis Art Museum
- Seladonmuseum Longquan (Longquan Celadon Museum),[21] Longquan
- Simon Kwan Collection
- Sir Percival David Collection, Percival David Foundation of Chinese Art in England (London)
- Riesco Collection of Chinese Pottery, Museum of Croydon[22]
- Roemer- und Pelizaeus-Museum Hildesheim
- Royal Ontario Museum,[23] Toronto, Kanada
- Arthur M. Sackler Gallery,[24] Smithsonian Institution
- Tianjin-Museum[25]
- Topkapı Sarayı[26] Istanbul
- Victoria and Albert Museum,[27] London
- Internationales Keramikmuseum[28] in Weiden in der Oberpfalz, sogenannte „Sammlung Seltmann“
- Taipei County Yingge Ceramics Museum
- Yixing/Dingshuzhen: Chinesisches Keramikmuseum Yixing (China Yixing Ceramics Museum)[29]